# Telmatoscopus ellisi
Telmatoscopus ellisi är en tvåvingeart som beskrevs av Toni M. Withers 1987. Telmatoscopus ellisi ingår i släktet Telmatoscopus och familjen fjärilsmyggor. Inga underarter finns listade i Catalogue of Life.